# Dhammasattha
Dhammasattha è il nome pāli di un genere letterario diffuso nella parte continentale occidentale del Sud-est asiatico (moderni Laos, Birmania, Cambogia, Thailandia e Yunnan) e scritto principalmente nelle lingue pāli, birmano, mon o tai, ovvero in uno stile bilingue pāli-nissaya vernacolare.
Sattha è l'affine pāli del termine sanscrito per istruzione, erudizione o trattato, śāstra. Dhamma-sattha si traduce come "trattato sulla legge (dhamma)". Il termine vernacolare myanmar (birmano), traslitterato come dhammasāt o dhammasat (pronunciato nel moderno myanmar (birmano) come dhammathat), è derivato storicamente dal sanscrito o sanscrito ibrido attraverso il pāli. I termini tai e mon, tipicamente romanizzati come thammasāt o dhammasāt, rispettivamente, derivano anch'essi dal sanscrito.
I testi dhammasattha sono storicamente collegati alla letteratura braminica dharmaśāstra, sebbene siano influenzati in maniera molto significativa dalle tradizioni buddhiste pāli locali e dalla letteratura dell'Asia sud-orientale del Theravāda.
Il dhammasāt (birmano: ဓမ္မသတ်, scritto anche dhammathat) è menzionato per la prima volta in Birmania in un'iscrizione birmana proveniente dalla Bagan (Pagan) del XIII secolo d.C., anche se è probabile che i testi dhammasattha vi furono trasmessi prima. Certi dhammasattha asseriscono di essere stati compilati durante il primo millennio d.C. Ci sono nove dhammathat birmani principali, ossia i Manu e i Dhammavisala Dhammathat della dinastia di Pagan, il Waru Dhammathat (1270), il Pasedha (1468), il Dhammathat Kyaw (1581) e i Pyanchi Dhammathats (1614) della dinastia di Toungoo e il Myingun Dhammathat (1650) della dinastia Konbaung.
C'è un'estesa tradizione di esegesi dhammasattha, particolarmente a Myanmar (Birmania). Centinaia di dhammasattha, commentari e testi giuridici collegati sono presenti sotto forma di parabaik e di manoscritto su foglia di palma.
I dhammasattha influenzarono numerose società dell'Asia sud-orientale anteriormente all'era coloniale, in materie riguardanti matrimonio, furto, aggressione, schiavitù, debiti, regalità, proprietà, eredità nonché altre questioni. Nella Birmania contemporanea (Myanmar), sebbene predominino le leggi coloniali e post-coloniali, rimane pratica accettabile usare il dhammasat nelle corti di giustizia in certe aree del diritto di famiglia e di successione.